# Кагосима-Тюо (станция)

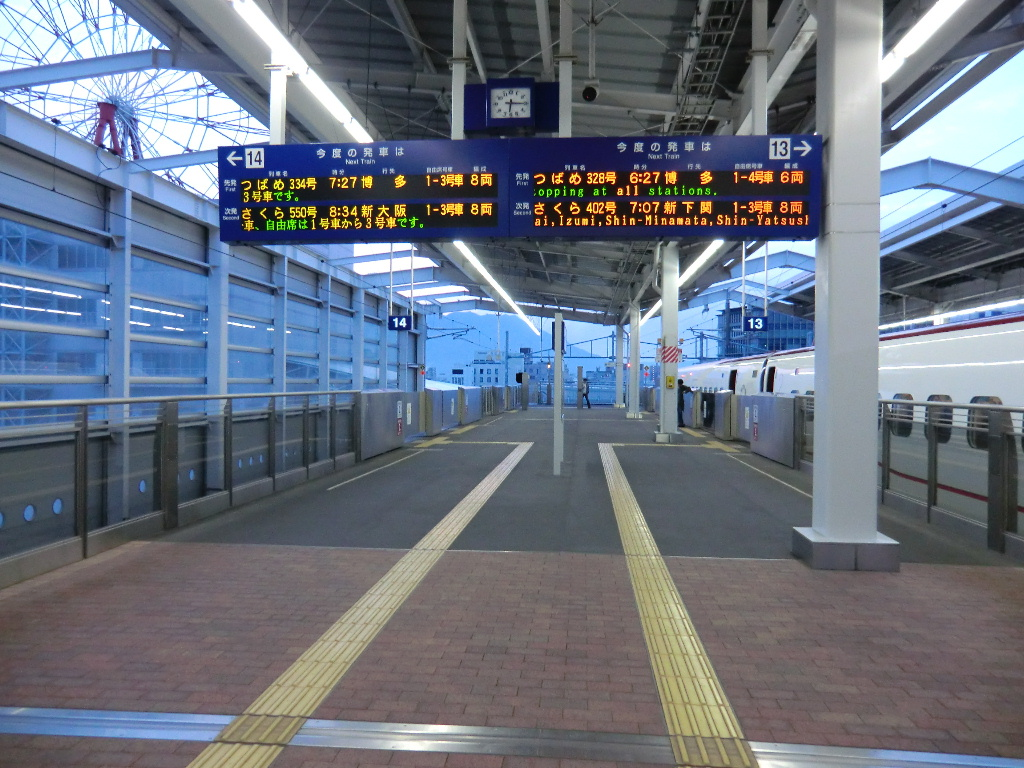
Платформы № 13 и № 14 линии Кюсю-синкансэн

Станция Кагосима-Тюо (яп. 鹿児島中央駅 Кагосима-Тюо-эки) — главная железнодорожная станция в городе Кагосима, префектура Кагосима, Япония. Обслуживается компанией JR Kyushu. Это южная конечная станция Кюсю-синкансэн, расположенная на Главной линии Кагосима и Линии Ибусуки Макурадзаки. На станции установлены автоматические платформенные ворота.

## История
Станция была открыта в 1913 году. Перед открытием в 2004 году Кюсю-синкансэн, эта станция называлась Ниси-Кагосима.

## Линии
- JR Kyushu Кюсю-синкансэн
- JR Kyushu Главная линия Кагосима
- JR Kyushu Линия Ибусуки Макурадзаки

## Планировка
| 1     | ■Линия Ибусуки Макурадзаки | на Гоино, Ибусуки и Ямакава      |  |
| 2-4   | ■Главная линия Кагосима    | на Идзюин, Кусикино и Сендай     |  |
| 2-4   | ■Главная линия Ниппо       | на Кагосима, Хаято и Миядзаки    |  |
| 2-4   | ■Линия Ибусуки Макурадзаки | на Гоино, Ибусуки и Ямакава      |  |
| 5/6   | ■Главная линия Кагосима    | на Идзюин, Кусикино и Сендай     |  |
| 5/6   | ■Главная линия Ниппо       | на Кагосима, Хаято и Миядзаки    |  |
| 11-14 | ■Кюсю-синкансэн            | на Хаката и Хиросима и Син-Осака |  |